# Речмедін Іван Остапович
Речмедін Іван Остапович (1922 — 1988) — український фізико-географ, кандидат географічних наук, доцент Київського національного університету імені Тараса Шевченка. Брат письменника Валентина Речмедіна та журналіста Леоніда Речмедіна.

## Біографія
Народився 1922 року в селі Андрушівка, Вінницької області.[джерело?] У 1939 році вступив на географічний факультет Київського університету. Закінчив навчання у 1948 році на кафедрі економічної географії. Учасник Великої вітчизняної війни, у 1941—1945 роках воював добровольцем. У Київському університеті викладає з 1948 року, з 1961 року працює доцентом на кафедрі фізичної географії. Кандидатська дисертація «Фізико-географічна характеристика міста Києва та його околиць» захищена у 1958 році.
Викладав курси: «Фізична географія СРСР», «Історія фізико-географічних досліджень», «Загальне землезнавство».

## Наукові праці
Автор 60 наукових праць. Основні праці:
1. Природа Києва та його околиць. — К., 1956.
2. Гори і Південний берег Криму. — К., 1969.